# سیف‌الله جشن‌ساز
سیف‌الله جشن‌ساز (زاده ۱۳۳۷ بهبهان) مدیر اجرایی و سیاست‌مدار اهل ایران است، که در فاصله سالهای ۱۳۸۷ تا ۱۳۸۹ به‌عنوان مدیرعامل شرکت ملی نفت ایران و  معاون وزیر نفت فعالیت می‌کرد. وی همچنین از ۱۳۸۴ تا ۱۳۸۷ مدیرعامل شرکت ملی مناطق نفت‌خیز جنوب و از ۱۳۸۹ تا ۱۳۹۳ نیز مدیرعامل شرکت بازرگانی نفت ایران بود.

## زندگی‌نامه
سیف‌الله جشن‌ساز در سال ۱۳۳۷ در شهر بهبهان، استان خوزستان زاده شد. جشن‌ساز فعالیت در صنعت نفت را از مناطق نفت‌خیز جنوب آغاز کرد و در طول جنگ ایران و عراق، مسئولیت ستاد بازسازی تأسیسات وزارت نفت را برعهده داشت. وی دانش‌آموخته کارشناسی زبان انگلیسی از دانشگاه صنعتی اصفهان و کارشناسی ارشد مدیریت از دانشگاه تهران است. او از ۱۳۸۱ تا ۱۳۸۴ مدیرعامل شرکت ملی حفاری ایران بود و در فاصله سالهای ۱۳۸۴ تا ۱۳۸۷ نیز به‌عنوان مدیرعامل شرکت ملی مناطق نفت‌خیز جنوب فعالیت می‌کرد. در سال آخر فعالیت دولت نهم، در پی برکناری کاظم وزیری هامانه از وزارت نفت و جانشینی غلامحسین نوذری بعنوان وزیر نفت، جشن‌ساز نیز به مدیرعاملی شرکت ملی نفت ایران منصوب شد و از ۱۳۸۷ تا ۱۳۸۹ در این جایگاه فعالیت کرد. در سال ۱۳۸۹ مدیرعامل شرکت بازرگانی نفت ایران (شرکت نیکو؛ مستقر در سوئیس) شد و تا سال ۱۳۹۳ برای مدت بیش از ۴ سال در این جایگاه فعالیت نمود. آخرین سمت اجرایی وی مدیر نظارت بر تولید شرکت ملی نفت ایران بود. 

## سوابق
- مدیرعامل شرکت ملی حفاری ایران
- مدیرعامل شرکت ملی مناطق نفت‌خیز جنوب
- مدیرعامل شرکت ملی نفت ایران
- مدیرعامل شرکت بازرگانی نفت ایران
- مدیر نظارت بر تولید شرکت ملی نفت ایران

## تحریم آمریکا
در طول سال‌های مدیریت جشن‌ساز در شرکت نیکو، وزارت خزانه‌داری ایالات متحده آمریکا از وی به عنوان سکاندار اصلی دور زدن تحریم‌ها در حوزه فروش نفت نام برده است.